# Culross West Church

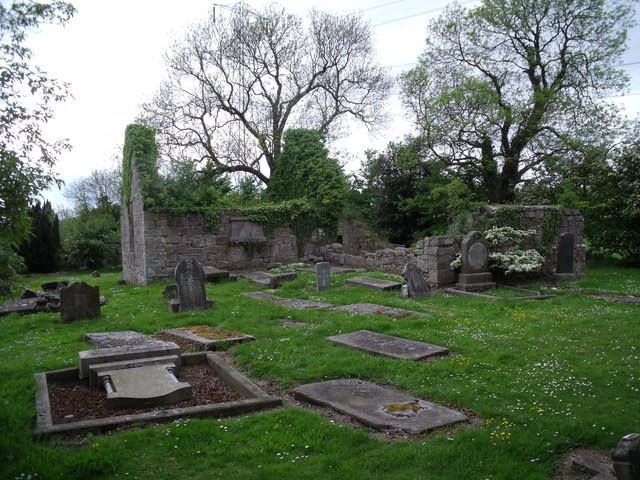
Culross West Church

Die Culross West Church ist eine Kirchenruine nahe der schottischen Ortschaft Culross in der Council Area Fife. 1937 wurde das Bauwerk als Scheduled Monument denkmalgeschützt. Der umgebende Friedhof ist hingegen als Einzeldenkmal in die schottischen Denkmallisten in der höchsten Denkmalkategorie A aufgenommen worden.

## Geschichte
Ein Bauzeitraum kann für die Kirche nur schwerlich angegeben werden. Überliefert ist, dass die Culross West Church spätestens 1633 als Ruine darlag. Man geht von einer frühen prä-reformatorischen Kirche aus. An der Südseite wurde im Laufe des 17. Jahrhunderts eine Leichenhalle hinzugefügt. Die frühesten Grabsteine auf dem umgebenden Friedhof stammen aus dem Jahr 1620. Drei Grabplatten aus dem 16. Jahrhundert lehnen an der Ostwand der Kirchenruine.

## Beschreibung
Die Culross West Church steht isoliert inmitten des umgebenden Friedhofs rund 800 m nordwestlich von Culross. Der längliche Bruchsteinbau weist eine Länge von 21,5 m bei einer Breite von 4,9 m auf. Das Mauerwerk ist 80 cm mächtig. Heute sind die Mauern der Ruine pflanzenbewachsen und bis zu einer Höhe von höchstens 2,6 m erhalten. Das Dach ist nicht erhalten.
Eine Bruchsteinmauer umfriedet den Friedhof. An der Südostseite führt ein von Torpfosten flankierter Zugang auf das Gelände.